# Bogolo Kenewendo
Bogolo Joy Kenewendo (née en 1987) est une économiste et femme politique botswanaise, experte dans le commerce international et le développement. Elle se concentre particulièrement sur le développement panafricain et se passionne pour l'accélération de la numérisation et de l'innovation à travers le continent. Elle est la ministre de l'Investissement, du Commerce et de l'Industrie du Botswana de 2018 à 2019,,. Depuis lors, elle est directrice générale de Kenewendo Advisory, basée à Gaborone, au Botswana. Elle dirige le programme de leadership et de mentorat des femmes Molaya Kgosi et le conseil d'administration de Molaya Kgosi Trust,.
En juin 2022, Kenewendo est nommée conseillère spéciale et directrice pour l'Afrique auprès des Champions de haut niveau des Nations unies sur les changements climatiques.

## Contexte et éducation
Kenewendo est née dans le village de Motopi dans la région de Boteti, au Botswana vers 1987. Après avoir fréquenté l'école primaire, elle s'inscrit au Pitzer College . Elle est ensuite admise à l'université du Botswana, où elle obtient un Bachelor of Arts en économie. Plus tard, elle obtient un Master of Science en économie internationale de l'université du Sussex au Royaume-Uni. Elle est également chef de projet certifiée. Elle reçoit une formation en philosophie de la liberté économique de la Fondation pour l'éducation économique.

## Carrière
Après ses études, Kenewendo travaille comme économiste du commerce au ministère ghanéen du Commerce et de l'Industrie. Elle est également consultante économique chez Econsult Botswana, un groupe de réflexion basé à Gaborone,.
En octobre 2016, elle devient membre du Parlement du Botswana ; elle devient la plus jeune parlementaire de l'histoire du pays. Le 4 avril 2018, le nouveau président entrant, Mokgweetsi Masisi, nomme Kenewendo au poste de ministre de l'Investissement, du Commerce et de l'Industrie. Elle prête serment le même jour.
En sa qualité de ministre, Kenewendo est nommée par le secrétaire général des Nations unies António Guterres en 2018 au Groupe de haut niveau des Nations unies sur la coopération numérique, coprésidé par Melinda Gates et Jack Ma. En tant que ministre de l'Investissement, du Commerce et de l'Industrie du Botswana, elle met en œuvre des réformes pour améliorer considérablement la facilité de faire des affaires, ouvrir les marchés nationaux et internationaux et positionner le pays pour réussir dans les chaînes de valeur mondiales ainsi que l'économie numérique. Au cours de son mandat, elle est la plus jeune ministre du Cabinet en Afrique et de l'histoire du Botswana. Elle quitte son poste en novembre 2019.
Kenewendo est citée comme l'un des 100 Africains les plus influents par le magazine New African en 2018.
Lorsque le Royaume-Uni assume la présidence du G7 en 2021, Kenewendo est nommée par la ministre des Femmes et de l'Égalité du pays, Liz Truss, au sein du nouveau Conseil consultatif sur l'égalité des sexes (GEAC) présidé par Sarah Sands.